# Рубинівка (Калінінградська область)
Рубинівка (рос. Рубиновка) — селище Озерського міського округу, Калінінградської області Росії. Входить до складу Красноярського сільського поселення.
Населення —  2 особи (2015 рік). 

## Населення
| 2002 | 2010 |
| ---- | ---- |
| 2    | →2   |